# Vavincourt
Vavincourt ist eine Gemeinde im Nordosten Frankreichs mit 532 Einwohnern (Stand: 1. Januar 2022) im Département Meuse in der Region Grand Est (bis 2015 Lothringen).  Die Gemeinde gehört zum Arrondissement Bar-le-Duc und zum Kanton Bar-le-Duc-2.

## Geografie
Vavincourt liegt etwa sechs Kilometer nordöstlich von Bar-le-Duc. Umgeben wird Vavincourt von den Nachbargemeinden Les Hauts-de-Chée im Nordwesten und Norden, Seigneulles im Norden und Nordosten, Érize-la-Brûlée im Nordosten, Rumont im Osten, Naives-Rosières und Behonne im Süden sowie Chardogne im Westen.

## Bevölkerungsentwicklung
| Jahr                       | 1962 | 1968 | 1975 | 1982 | 1990 | 1999 | 2006 | 2013 | 2019 |
| Einwohner                  | 370  | 445  | 454  | 464  | 471  | 421  | 456  | 491  | 525  |
| Quellen: Cassini und INSEE |      |      |      |      |      |      |      |      |      |